# Guldbagge 2009
La 44ª edizione del Premio Guldbagge si è svolta a Stoccolma il 12 gennaio 2009. 

## Vincitori
Vengono di seguito indicati in grassetto i vincitori. Ove ricorrente e disponibile, viene indicato il titolo in lingua italiana e quello in lingua originale tra parentesi.
Miglior film
- Maria Larssons eviga ögonblick, regia di Jan Troell
  - Involuntary (De ofrivilliga), regia di Ruben Östlund
  - Lasciami entrare (Låt den rätte komma in), regia di Tomas Alfredson

Miglior regista
- Tomas Alfredson - Lasciami entrare (Låt den rätte komma in)
  - Jan Troell - Maria Larssons eviga ögonblick
  - Ruben Östlund - Involuntary (De ofrivilliga)

Miglior attrice
- Maria Heiskanen - Maria Larssons eviga ögonblick
  - Lena Endre - Himlens hjärta
  - Cecilia Milocco - Involuntary (De ofrivilliga)

Miglior attore
- Mikael Persbrandt - Maria Larssons eviga ögonblick
  - Gustaf Skarsgård - Patrik 1,5
  - Peter Stormare - Varg

Miglior attrice non protagonista
- Maria Lundqvist - Himlens hjärta
  - Amanda Ooms - Maria Larssons eviga ögonblick
  - Marie Robertson - Rallybrudar

Miglior attore non protagonista
- Jesper Christensen - Maria Larssons eviga ögonblick
  - Torkel Petersson - Patrik 1,5
  - Per Ragnar - Lasciami entrare (Låt den rätte komma in)

Migliore sceneggiatura
- John Ajvide Lindqvist - Lasciami entrare (Låt den rätte komma in)
  - Erik Hemmendorff e Ruben Östlund - Involuntary (De ofrivilliga)
  - Agneta Ulfsäter-Troell, Jan Troell e Niklas Rådström - Maria Larssons eviga ögonblick

Migliore fotografia
- Hoyte van Hoytema - Lasciami entrare (Låt den rätte komma in)
  - Marius Dybwad Brandrud - Involuntary (De ofrivilliga)
  - Jan Troell e Mischa Gavrjusjov - Maria Larssons eviga ögonblick

Miglior film straniero
- Lussuria - Seduzione e tradimento (Sè, jiè), regia di Ang Lee
  - Il petroliere (There Will Be Blood), regia di Paul Thomas Anderson
  - Non è un paese per vecchi (No Country for Old Men), regia di Joel ed Ethan Coen

Premio Guldbagge onorario
- Harriet Andersson